# Altun Ha
Altun Ha, nom qui signifie « le rocher de l’étang » en maya yucatèque, est un site archéologique maya, connu pour les sculptures de jade qui y ont été trouvées.

## Histoire
Les inscriptions ont fourni la preuve que, paradoxalement, bien que située au nord du Belize, Altun Ha faisait partie de la confédération de Tikal située à plus de 150 km de là au sud-ouest. Un souverain d’Altun Ha nommé « volute d'eau » assistait aux cérémonies à Nim Li Punit tout en étant lui-même un vassal de Tikal.

## Archéologie

### Jade
Altun Ha est principalement connu pour la découverte de presque trois cents objets de jade par les archéologues.
La plus belle pièce de jade a été trouvée en 1968 dans une tombe du temple aux « autels maçonnés », qui est la plus haute structure du site. Il s'agit d'une sculpture en ronde-bosse de 15 cm de haut et 46 cm de diamètre représentant la tête de K'inich Ajaw, le dieu soleil des Mayas. Son poids de 4,42 kg en fait le plus lourd objet maya en jade qu’on ait découvert jusqu’à aujourd’hui.

### Codex
Fait rare, un temple contenait un codex maya dont le papier s’était désintégré, mais dont la surface peinte de stuc était en morceaux.